# تقویم انتخابات‌های ملی ۲۰۱۷
تقویم انتخاباتی سال ۲۰۱۷ میلادی فهرستی است از انتخابات‌های مستقیم ملی و فدرال که در این سال در تمام کشورهای مستقل و قلمروهای وابسته‌ی جهان برگزار می‌شود. انتخابات‌های میان‌دوره‌ای در این فهرست گنجانده نشده‌اند اما همه‌پرسی‌های ملی در آن وجود دارند. سعی شده تا جای ممکن تاریخ‌های دقیق یاد شوند.

## زمان‌بندی

### ژانویه
- ۲۹ ژانویه (۱۰ بهمن ۱۳۹۵):  هائیتی، سنا (دور دوم)[۱]

### فوریه
- ۵ فوریه (۱۷ بهمن ۱۳۹۵):  لیختن‌اشتاین، پارلمان[۲]
- ۱۲ فوریه (۲۴ بهمن ۱۳۹۵): 
  -  ترکمنستان، ریاست‌جمهوری[۳]
  -  سوئیس، همه‌پرسی
- ۱۹ فوریه (۱ اسفند ۱۳۹۵):  اکوادور، ریاست‌جمهوری، پارلمان[۴] و یک همه‌پرسی[۵]
- ۲۰ فوریه (۲ اسفند ۱۳۹۵): جمهوری قره‌باغ، همه‌پرسی
- ۲۱ فوریه (۳ اسفند ۱۳۹۵):  جزایر مارشال، مجمع قانون اساسی

### مارس
- ۷ مارس (۱۷ اسفند ۱۳۹۵): میکرونزی، کنگره
- ۱۵ مارس (۲۵ اسفند ۱۳۹۵): هلند، پارلمان
- ۲۰ مارس (۳۰ اسفند ۱۳۹۵):  تیمور شرقی، ریاست‌جمهوری
- ۲۶ مارس (۶ فروردین ۱۳۹۶):  بلغارستان، پارلمان[۶]

### آوریل
- ۲ آوریل (۱۳ فروردین ۱۳۹۶): 
  -  ارمنستان، پارلمان
  -  اکوادور، ریاست‌جمهوری (دور دوم)
  -  صربستان، ریاست‌جمهوری
- ۶ آوریل (۱۷ فروردین ۱۳۹۶): گامبیا، پارلمان
- ۹ آوریل (۲۰ فروردین ۱۳۹۶): اوستیای جنوبی، همه‌پرسی تغییر نام و ریاست‌جمهوری
- ۱۶ آوریل (۲۷ فروردین ۱۳۹۶):  ترکیه، همه‌پرسی
- ۲۳ آوریل (۳ اردیبهشت ۱۳۹۶):  فرانسه، ریاست‌جمهوری[۷]

### مه
- ۴ مه (۱۴ اردیبهشت ۱۳۹۶):  الجزایر، پارلمان[۸]
- ۷ مه (۱۷ اردیبهشت ۱۳۹۶):  فرانسه، ریاست‌جمهوری (دور دوم)
- ۹ مه (۱۹ اردیبهشت ۱۳۹۶):  کره جنوبی، ریاست‌جمهوری[۹]
- ۱۰ مه (۲۰ اردیبهشت ۱۳۹۶):  باهاما، پارلمان
- ۱۹ مه (۲۹ اردیبهشت ۱۳۹۶):  ایران، ریاست‌جمهوری[۱۰]
- ۲۱ مه (۳۱ اردیبهشت ۱۳۹۶):  سوئیس، همه‌پرسی

### ژوئن
- ۳ ژوئن (۱۳ خرداد ۱۳۹۶): 
  -  لسوتو، پارلمان
  -  مالت، پارلمان
- ۸ ژوئن (۱۸ خرداد ۱۳۹۶):  بریتانیا، مجلس عوام
- ۱۱ ژوئن (۲۱ خرداد ۱۳۹۶): 
  -  پورتوریکو، همه‌پرسی تعیین نظام
  -  فرانسه، پارلمان (دور نخست)
  -  کوزوو، پارلمان
- ۱۸ ژوئن (۲۸ خرداد ۱۳۹۶):  فرانسه، پارلمان (دور دوم)
- ۲۴ ژوئن تا ۸ ژوئیه (۳ تا ۱۷ تیر ۱۳۹۶):  پاپوآ گینه نو، پارلمان
- ۲۵ ژوئن (۴ تیر ۱۳۹۶):  آلبانی، پارلمان
- ۲۶ ژوئن (۵ تیر ۱۳۹۶):  مغولستان، ریاست‌جمهوری (دور نخست)

### ژوئیه
- ۷ ژوئیه (۱۶ تیر ۱۳۹۶):  مغولستان، ریاست‌جمهوری (دور دوم)[۱۱][۱۲]
- ۱۶ ژوئیه (۲۵ تیر ۱۳۹۶):  جمهوری کنگو، پارلمان (دور نخست)[۱۳]
- ۲۲ ژوئیه (۳۱ تیر ۱۳۹۶):  تیمور شرقی، پارلمان[۱۴]
- ۳۰ ژوئیه (۸ مرداد ۱۳۹۶): 
  -  سنگال، پارلمان
  -  جمهوری کنگو، پارلمان (دور دوم)[۱۳]
  -  ونزوئلا، پارلمان

### اوت
- ۴ اوت (۱۳ مرداد ۱۳۹۶):  روآندا، ریاست‌جمهوری
- ۵ اوت (۱۴ مرداد ۱۳۹۶):  موریتانی، همه‌پرسی قانون اساسی[۱۵]
- ۸ اوت (۱۷ مرداد ۱۳۹۶):  کنیا، ریاست‌جمهوری و پارلمان (مجلس ملی و سنا)[۱۶]
- ۲۳ اوت (۱ شهریور ۱۳۹۶):  آنگولا، پارلمان[۱۷]

### سپتامبر
- ۱۱ سپتامبر (۲۰ شهریور ۱۳۹۶):  نروژ، پارلمان[۱۸]
- ۱۲ سپتامبر - ۷ نوامبر (۲۰ شهریور - ۱۶ آبان ۱۳۹۶):  استرالیا، نظرسنجی پستی قانون ازدواج در استرالیا
- ۲۳ سپتامبر (۱ مهر ۱۳۹۶): 
  -  نیوزیلند، پارلمان
  -  سنگاپور، ریاست‌جمهوری (تنها نامزد به عنوان رئیس‌جمهور انتخاب شد)
- ۲۴ سپتامبر (۲ مهر ۱۳۹۶): 
  -  آلمان، پارلمان
  -  سوئیس، همه‌پرسی

### اکتبر
- ۱۰ اکتبر (۱۸ مهر ۱۳۹۶):  لیبریا، ریاست‌جمهوری و پارلمان[۱۹]
- ۱۵ اکتبر (۲۳ مهر ۱۳۹۶):
  -  اتریش، پارلمان[۲۰]
  -  قرقیزستان، ریاست‌جمهوری[۲۱]
- ۲۰-۲۱ اکتبر (۲۹–۲۸ مهر ۱۳۹۶):  جمهوری چک، پارلمان
- ۲۲ اکتبر (۳۰ مهر ۱۳۹۶): 
  -  آرژانتین، پارلمان
  -  اسلوونی، ریاست‌جمهوری[۲۲]
  -  ژاپن، پارلمان
- ۲۶ اکتبر (۴ آبان ۱۳۹۶):  کنیا، ریاست‌جمهوری[۲۳] (تکرار)
- ۲۸ اکتبر (۶ آبان ۱۳۹۶):  ایسلند، پارلمان[۲۴]

### نوامبر
- ۹ نوامبر (۱۸ آبان ۱۳۹۶):  جزایر فالکلند، مجلس قانون‌گذاری[۲۵]
- ۱۲ نوامبر (۲۱ آبان ۱۳۹۶): 
  -  گینه استوایی، پارلمان[۲۶]
  -  اسلوونی، ریاست‌جمهوری (دور دوم)[۲۷]
- ۱۳ نوامبر (۲۲ آبان ۱۳۹۶):  سومالی‌لند، رئیس‌جمهور و پارلمان[۲۸]
- ۱۶ نوامبر (۲۵ آبان ۱۳۹۶):  تونگا، پارلمان[۲۹]
- ۱۹ نوامبر (۲۸ آبان ۱۳۹۶):  شیلی، ریاست‌جمهوری (دور نخست) و پارلمان[۳۰]
- ۲۶ نوامبر (۵ آذر ۱۳۹۶): 
  -  نپال، پارلمانی (دور نخست)[۳۱]
  -  هندوراس، ریاست‌جمهوری و پارلمان

### دسامبر
- ۷ دسامبر (۱۶ آذر ۱۳۹۶):  نپال، پارلمانی (دور دوم)[۳۲]
- ۱۷ دسامبر (۲۶ آذر ۱۳۹۶):  شیلی، ریاست‌جمهوری (دور دوم)[۳۳]
- ۲۶ دسامبر (۵ دی ۱۳۹۶):  لیبریا، ریاست‌جمهوری (دور دوم)[۳۴]